# Maják Hastings
Náběžníkový maják Hastings se nachází na kopci West Hill nad starým městem (Old Town) Hastings ve Východním Sussexu v Anglii. Maják je chráněnou historickou budovou II. stupně vedená v seznamu budov pod číslem 1043368 z 14. září 1976.

## Poloha
Zadní náběžníkový maják je postaven na západním okraji kopce West Hill nad historickou částí města Hastings. West Hill je přístupný lanovou dráhou West Hill Lift. Okolí majáku je přístupné, věž majáku je uzamčená.

## Popis
Maják, který byl přestavěn v roce 1851, je šestimetrová bíle natřená dřevěná věž na pětiúhelníkovém půdorysu ukončená valbovou střechou s ventilační věžičkou. Pod střechou směrem k moři jsou tři eliptická okna, přes která je vysíláno červené nepřerušované světlo. Výška světla je 55 m n. m. a jeho dosah jsou čtyři námořní míle. Maják je aktivní. Jeho přední náběžníkové světlo se nachází na nábřeží na vysokém bílém stožáru.
Označení
- Admirality: A0858.1
- ARLHS: ENG-258
- NGA: 1168